# 張宗良

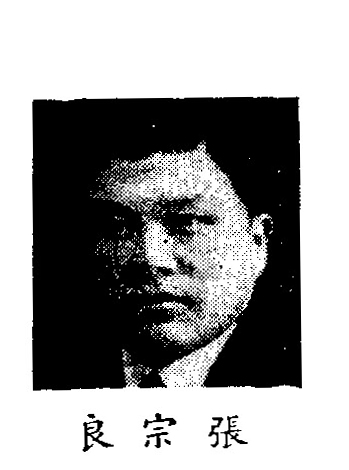

張宗良（1907年—1986年），男，安徽廬江人:113，中華民國陸軍少將、教育家、政治活動家、學者。
国民政府军事委员会政治部处长、主任秘书，安徽省民政厅长，当选制宪法及行宪国国民大会代表。来台后，曾任中國文化大學創校校長、國立臺灣師範大學校長、國安會副秘書長、考試院副院長:113。

## 生平
民國八年就讀於位於南京的安徽中學。民14年考入國立東南大學（民國17年更名國立中央大學）中國文學系，因貧寒休學任教於蕪湖第二職業學校，並加入中國國民黨，曾兼任國民革命軍第33軍少將參議。復學後於民國20年畢業於国立中央大学。
英国倫敦大學政经学院博士，国防研究院二期结业:113。民國26年回國後加入政界，曾任国民政府军事委员会政治部秘書、政治部處長、中央訓練團辦公廳副主任，30年後曾先後任安徽省政府委員、安徽省訓練團教育長、安徽省政府皖南行署主任、安徽省政府建設廳廳長等職，並任國大代表。
民38年到臺灣，未担任公职。民51年，張其昀創辦中國文化學院（中國文化大學），出任首任院長（校長）。民56年任動員戡亂時期國家安全會議副秘書長，60年出任國立臺灣師範大學校長，67年後任考試院副院長:113。曾任光復大陸設計委員會委員、中國國民黨第十二屆中央評議委員會委員等職。